# Équipe de Nouvelle-Zélande de rugby à XV à la Coupe du monde 2019
L'équipe de Nouvelle-Zélande de rugby à XV participe à la Coupe du monde en 2019, pour la neuvième fois en autant d'éditions.

## Préparation de l'évènement

### The Rugby Championship
La Nouvelle-Zélande participe au Rugby Championship qu'elle termine à la 3e place.
| 20 juillet | Stade José-Amalfitani, Buenos Aires | Argentine | 16 – 20 | Nouvelle-Zélande |

| 27 juillet | Westpac Stadium, Wellington | Nouvelle-Zélande | 16 – 16 | Afrique du Sud |

| 10 août | Optus Stadium, Perth | Australie | 47 - 26 | Nouvelle-Zélande |

| Rang | Nation               | J | V | N | D | Bo | Bd | Pm | Pe | Diff | Pts |
| ---- | -------------------- | - | - | - | - | -- | -- | -- | -- | ---- | --- |
| 1    | Afrique du Sud       | 3 | 2 | 1 | 0 | 2  | 0  | 97 | 46 | +51  | 12  |
| 2    | Australie            | 3 | 2 | 0 | 1 | 0  | 0  | 80 | 71 | +9   | 8   |
| 3    | Nouvelle-Zélande (T) | 3 | 1 | 1 | 1 | 0  | 0  | 62 | 79 | -17  | 6   |
| 4    | Argentine            | 3 | 0 | 0 | 3 | 0  | 2  | 39 | 82 | -43  | 2   |

|  | Vainqueur de la compétition |
|  | T : tenant du titre 2018    |

### Matchs de préparation
En plus de ses trois matchs de Rugby Championship, l'équipe de Nouvelle-Zélande du Sud effectue également deux test matchs contre l'Australie puis les Tonga.
| No | Date             | Lieu                                       | Match                        | Score  | Compétition   |
| -- | ---------------- | ------------------------------------------ | ---------------------------- | ------ | ------------- |
| 1  | 17 août 2019     | Eden Park, Auckland Nouvelle-Zélande       | Nouvelle-Zélande – Australie | 36 – 0 | Bledisloe Cup |
| 2  | 7 septembre 2019 | Waikato Stadium, Hamilton Nouvelle-Zélande | Nouvelle-Zélande – Tonga     | 92 – 7 | Test match    |

## Joueurs sélectionnés

### Groupe sélectionné pour la préparation
Un premier groupe de 39 joueurs est nommé par Steve Hansen pour jouer en Rugby Championship.
| Entraîneur | Entraîneur             | Steve Hansen                                                                                     |
| Avants     | Pilier                 | Owen Franks, Nepo Laulala, Joe Moody, Atu Moli, Angus Ta'avao, Karl Tu’inukuafe, Ofa Tu'ungafasi |
| Avants     | Talonneur              | Asafo Aumua, Dane Coles, Liam Coltman, Codie Taylor                                              |
| Avants     | Deuxième ligne         | Jackson Hemopo, Brodie Retallick, Patrick Tuipulotu, Sam Whitelock                               |
| Avants     | Troisième ligne aile   | Sam Cane, Vaea Fifita, Shannon Frizell, Luke Jacobson, Dalton Papali'i, Ardie Savea, Matt Todd   |
| Avants     | Troisième ligne centre | Kieran Read                                                                                      |
| Arrières   | Demi de mêlée          | TJ Perenara, Aaron Smith, Brad Weber                                                             |
| Arrières   | Demi d'ouverture       | Beauden Barrett, Josh Ioane, Richie Mo'unga                                                      |
| Arrières   | Centre                 | Jack Goodhue, Ngani Laumape, Anton Lienert-Brown, Sonny Bill Williams                            |
| Arrières   | Ailier                 | George Bridge, Braydon Ennor, Rieko Ioane, Sevu Reece                                            |
| Arrières   | Arrière                | Jordie Barrett, Ben Smith                                                                        |

### Liste définitive
Le 28 août 2019, la sélection de l'équipe de Nouvelle-Zélande qui dispute la coupe du monde est annoncée. Le 13 septembre 2019, le troisième ligne Luke Jacobson est contraint de déclarer forfait, et est remplacé par Shannon Frizell.

#### Les avants
| Nom                | Poste                  | Naissance  | Sélections (points marqués) | Super Rugby | ITM Cup          | Année 1re sélection |
| Dane Coles         | Talonneur              | 10/12/1986 | 64 (55)                     | Hurricanes  | Wellington       | 2012                |
| Liam Coltman       | Talonneur              | 25/01/1990 | 5 (0)                       | Highlanders | Otago            | 2016                |
| Codie Taylor       | Talonneur              | 31/03/1991 | 44 (45)                     | Crusaders   | Canterbury       | 2015                |
| Nepo Laulala       | Pilier                 | 06/11/1991 | 19 (0)                      | Chiefs      | Counties Manukau | 2015                |
| Joe Moody          | Pilier                 | 18/09/1988 | 40 (15)                     | Crusaders   | Canterbury       | 2014                |
| Atunaisa Moli      | Pilier                 | 12/06/1995 | 2 (0)                       | Chiefs      | Tasman           | 2019                |
| Angus Ta'avao      | Pilier                 | 22/03/1990 | 7 (0)                       | Chiefs      | Taranaki         | 2018                |
| Ofa Tu'ungafasi    | Pilier                 | 19/04/1992 | 29 (5)                      | Blues       | Auckland         | 2016                |
| Scott Barrett      | Deuxième ligne         | 20/11/1993 | 30 (15)                     | Crusaders   | Taranaki         | 2016                |
| Brodie Retallick   | Deuxième ligne         | 31/05/1991 | 77 (25)                     | Chiefs      | Hawke's Bay      | 2012                |
| Patrick Tuipulotu  | Deuxième ligne         | 23/01/1993 | 24 (15)                     | Blues       | Auckland         | 2014                |
| Sam Whitelock      | Deuxième ligne         | 12/10/1988 | 111 (25)                    | Crusaders   | Canterbury       | 2010                |
| Sam Cane           | Troisième ligne        | 13/01/1992 | 63 (65)                     | Chiefs      | Bay of Plenty    | 2012                |
| Shannon Frizell    | Troisième ligne        | 11/02/1994 | 5 (5)                       | Highlanders | Tasman           | 2018                |
| Luke Jacobson      | Troisième ligne        | 20/04/1997 | 1 (0)                       | Chiefs      | Waikato          | 2019                |
| Ardie Savea        | Troisième ligne        | 14/10/1993 | 38 (35)                     | Hurricanes  | Wellington       | 2016                |
| Matt Todd          | Troisième ligne        | 24/03/1988 | 20 (5)                      | Crusaders   | Canterbury       | 2013                |
| Kieran Read (cap.) | Troisième ligne centre | 26/10/1985 | 121 (125)                   | Crusaders   | Canterbury       | 2008                |

#### Les arrières
| Nom                 | Poste            | Naissance  | Sélections (points marqués) | Super Rugby | ITM Cup          | Année 1re sélection |
| TJ Perenara         | Demi de mêlée    | 23/01/1992 | 55 (50)                     | Hurricanes  | Wellington       | 2014                |
| Aaron Smith         | Demi de mêlée    | 21/11/1988 | 82 (82)                     | Highlanders | Manawatu         | 2012                |
| Brad Weber          | Demi de mêlée    | 17/01/1991 | 2 (0)                       | Chiefs      | Hawke's Bay      | 2015                |
| Beauden Barrett     | Demi d'ouverture | 27/05/1991 | 77 (617)                    | Hurricanes  | Taranaki         | 2012                |
| Richie Mo'unga      | Demi d'ouverture | 25/05/1994 | 12 (78)                     | Crusaders   | Canterbury       | 2018                |
| Ryan Crotty         | 3/4 centre       | 23/09/1988 | 44 (45)                     | Crusaders   | Canterbury       | 2013                |
| Jack Goodhue        | 3/4 centre       | 13/07/1995 | 9 (15)                      | Crusaders   | Northland        | 2018                |
| Anton Lienert-Brown | 3/4 centre       | 15/04/1995 | 37 (35)                     | Chiefs      | Waikato          | 2016                |
| Sonny Bill Williams | 3/4 centre       | 03/08/1985 | 53 (60)                     | Blues       | Counties Manukau | 2010                |
| George Bridge       | 3/4 aile         | 01/04/1995 | 4 (15)                      | Crusaders   | Canterbury       | 2018                |
| Rieko Ioane         | 3/4 aile         | 18/03/1997 | 26 (115)                    | Blues       | Auckland         | 2016                |
| Sevu Reece          | 3/4 aile         | 13/02/1997 | 2 (5)                       | Crusaders   | Waikato          | 2019                |
| Jordie Barrett      | Arrière          | 17/02/1997 | 11 (42)                     | Hurricanes  | Taranaki         | 2017                |
| Ben Smith           | Arrière          | 01/06/1986 | 79 (165)                    | Highlanders | Otago            | 2009                |